# M’Tsangamouji
M’Tsangamouji ist eine Gemeinde mit 20.366 Einwohnern (Stand 14. Dezember 2017) im französischen Überseegebiet Mayotte.

## Geografie
Die Gemeinde M’Tsangamouji liegt am westlichen Ufer der Hauptinsel Mayottes. Neben dem Hauptort M’Tsangamouji bilden die Dörfer Chembenyoumba und Mliha die Gemeinde.